# راه‌آهن تندرو اراک-قم
راه‌آهن تندرو اراک-قم یکی از نخستین راه‌آهن‌های قطار تندرو در ایران است که دارای سرعت عملیاتی ۳۰۰ کیلومتر بر ساعت خواهد بود و اکنون درحال ساخت می‌باشد. مجری این راه‌آهن شرکت ساخت و توسعه زیربناهای حمل‌ونقل ایران است اما پیمانکار آن که نخست، شرکت ایتالیایی اف‌اس بود؛ قرار بود طول مسیر ۱۲۵ کیلومتری این راه را در مدت ۴ سال با سرمایه‌گذاری ۱٫۲ میلیارد یورویی بسازد اما پس از بازگشت تحریم‌ها، با انصراف این شرکت ایتالیایی از انجام کار، این پروژه به چینی‌ها واگذار شد که از محل اعتبارات خط اعتباری میان ایران و چین، در حال ساخت می‌باشد.

## ایستگاه‌ها
- ایستگاه راه‌آهن اراک
- ایستگاه راه‌آهن جدید قم (هنوز ساخته نشده)